# خرئوپ
خرئوپ (به هلندی: Greup) یک منطقهٔ مسکونی در هلند است که در بینن‌ماس واقع شده‌است.